# Bordado de Castelo Branco

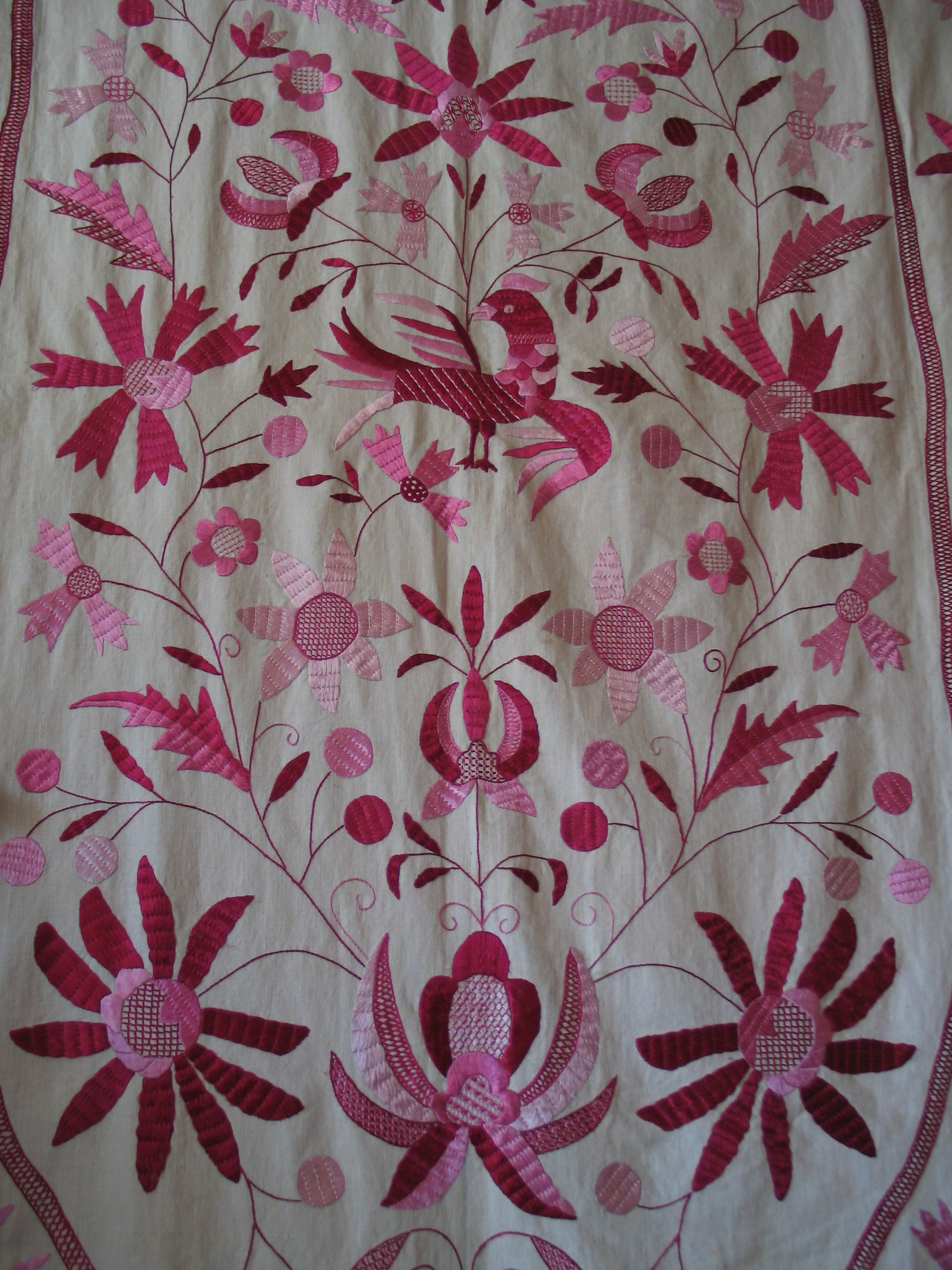
Bordado de Castelo Branco.

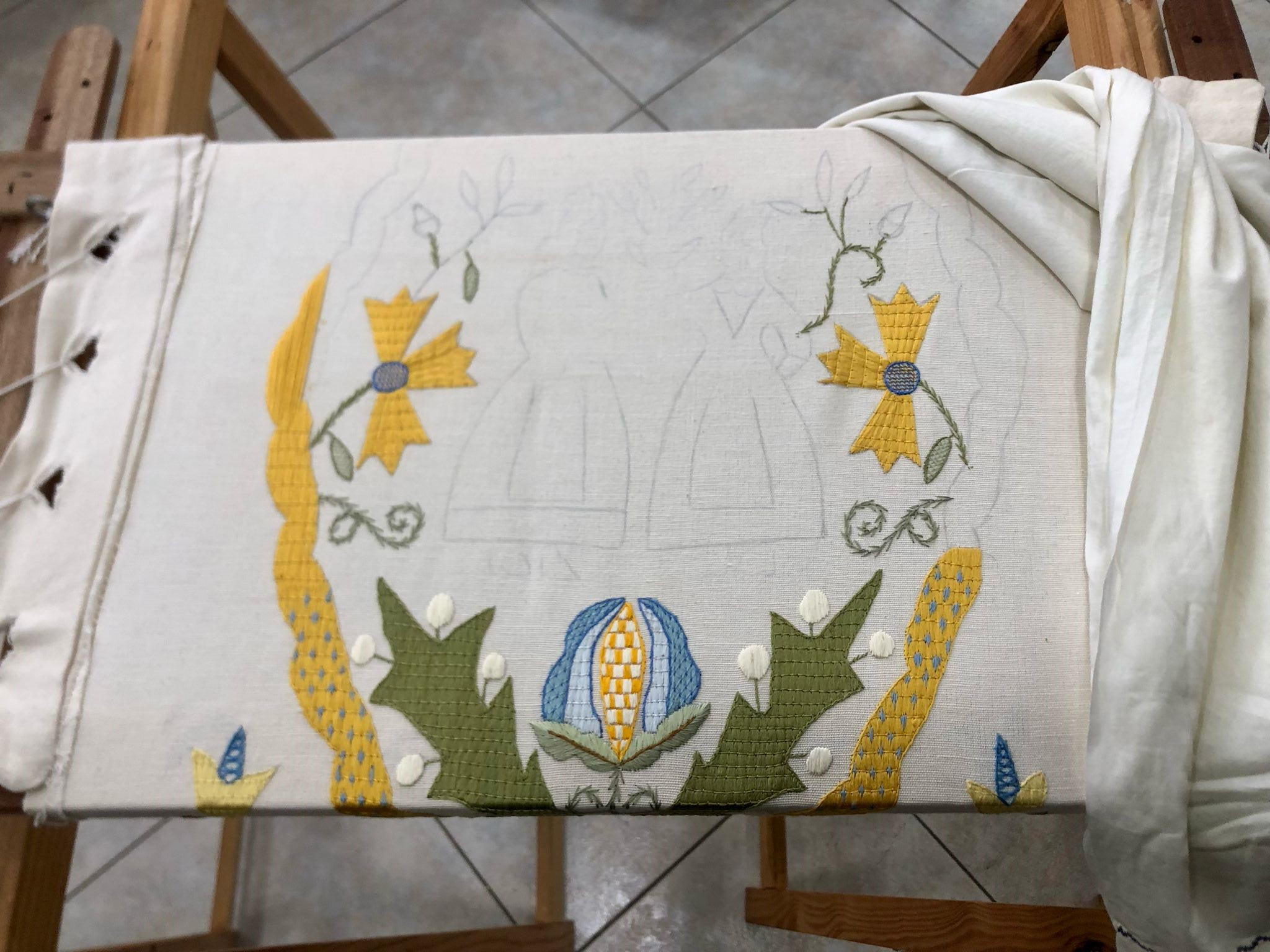
Bordado Castelo Branco

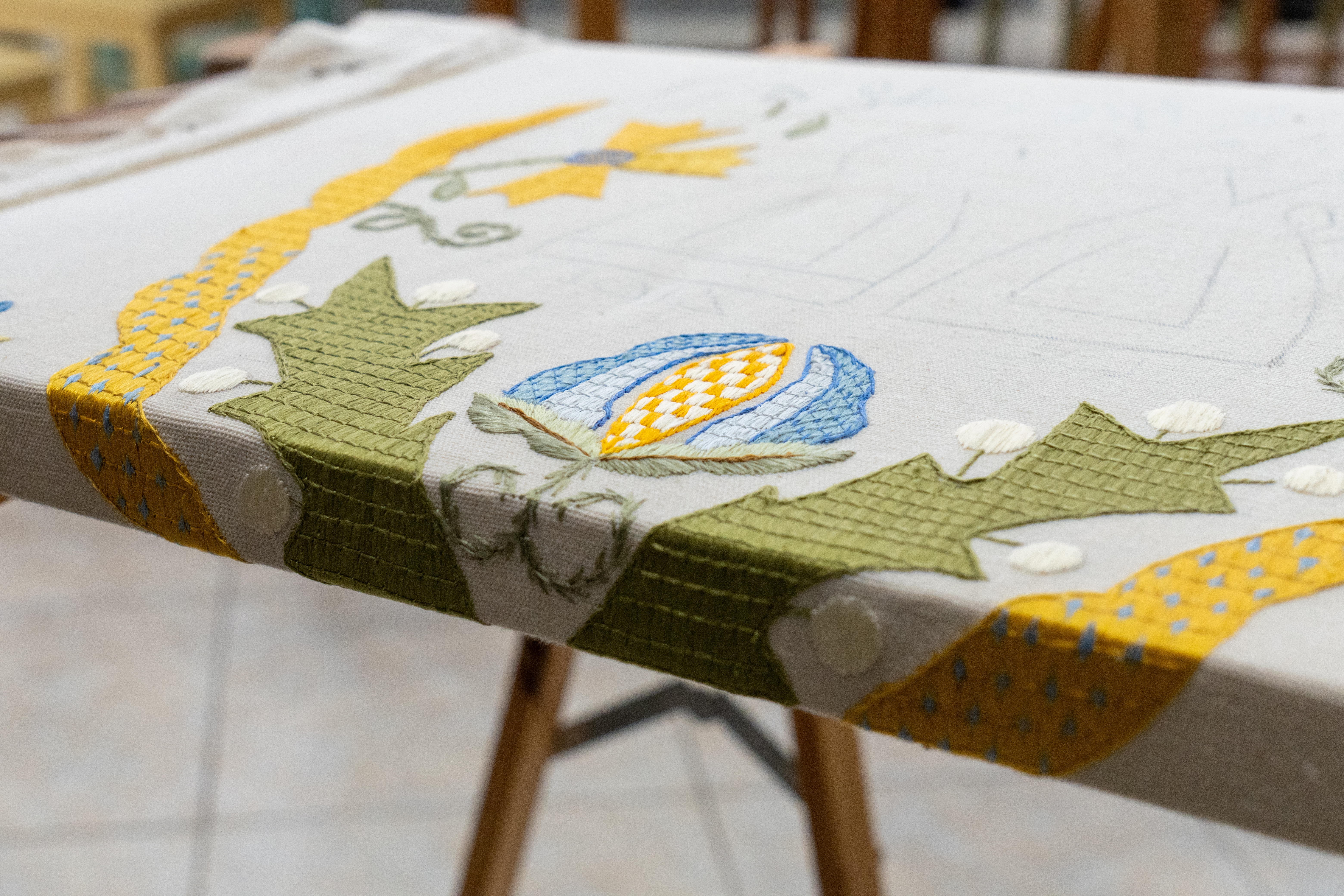
Bordado Castelo Branco

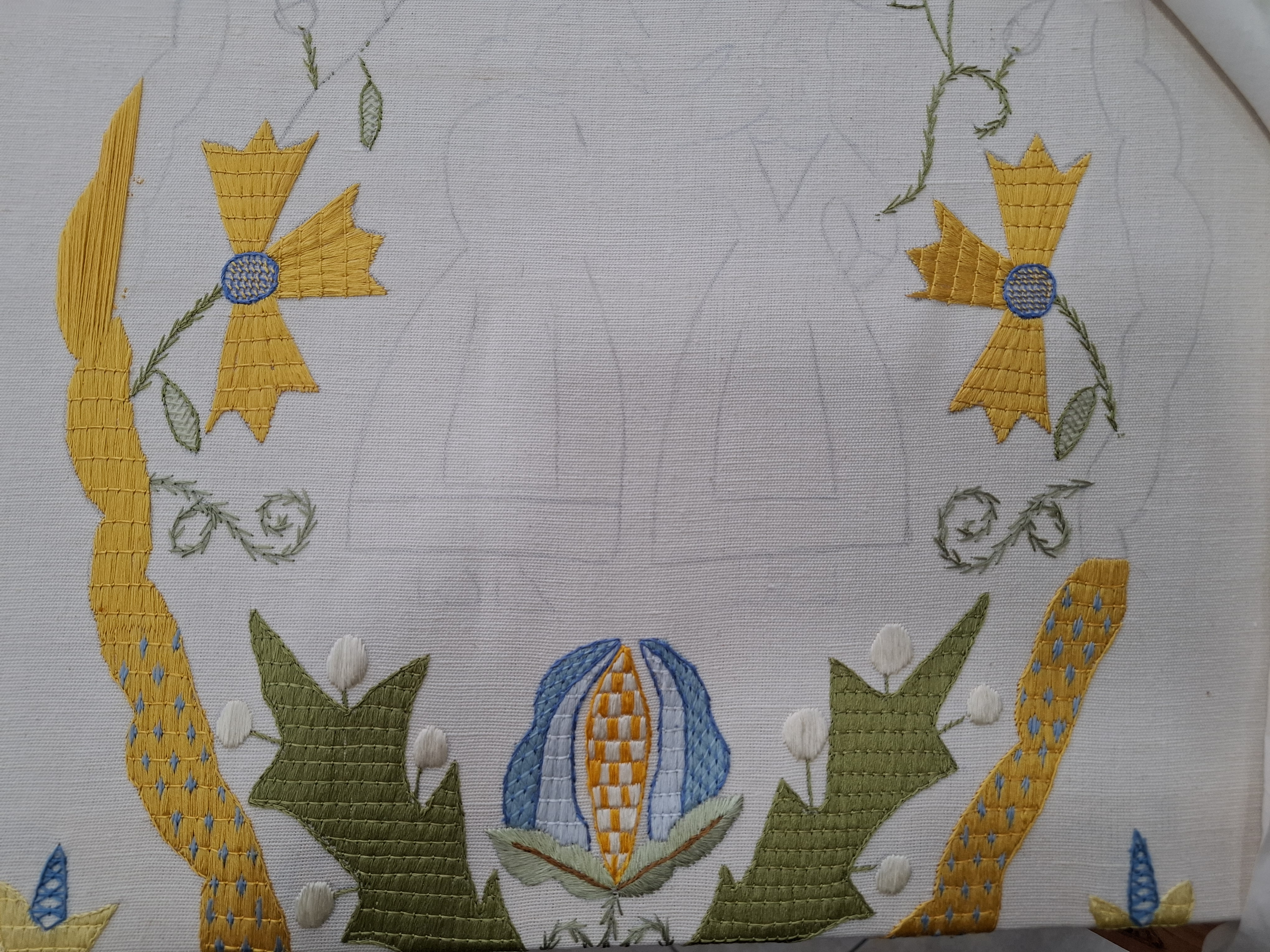
Bordado castelo branco tipo popular

O Bordado de Castelo Branco é um dos produtos mais típicos da região de Castelo Branco. Surgem essencialmente em colchas de linho bordadas com fio de seda natural, com desenhos de inspiração oriental. Tornaram-se conhecidos a partir de meados do século XVI.
Têm semelhanças com as colchas de Toledo e Guadalupe, na Espanha. Representaram, durante séculos, a dignidade do enxoval de qualquer noiva da região, quer fosse plebeia ou nobre.
Alguns dos elementos destes bordados são o lar e a Árvore da Vida (Bíblia), os desposados (representados por pássaros juntos), os cravos e rosas representando o homem e a mulher, respectivamente, os lírios, a Virtude, corações para o Amor, gavinhas para a Amizade, entre outros.
A característica dos temas do bordado de Castelo Branco espalham-se pelo urbanismo da cidade, quer nas calçadas, como nos edifícios, tornando-se assim num dos símbolos da cidade.
O bordado já serviu de modelo de inspiração em vários setores como na moda, mobiliário ou arquitetura. 

## Artesãos certificados
São as seguintes as unidades artesanais atualmente certificadas para a produção de Bordados de Castelo Branco:
- Augusta Gonçalves
- Fátima Catarino
- Madalena Novo
- Manuela Goulão
- Oficina Bordado Castelo Branco
- Otília Biqueira